# I Let the Music Speak (musikalbum med Anne Sofie von Otter)
I Let the Music Speak från 2006 är ett musikalbum med Anne Sofie von Otter. Skivan är en hyllning till Abba:s musik.

## Låtlista
Sångerna är skrivna av Benny Andersson och Björn Ulvaeus om inget annat anges.
1. The Day Before You Came – 5:10
2. I Let the Music Speak – 5:00
3. When All is Said and Done – 3:32
4. I Walk With You, Mama – 3:31
5. The Winner Takes It All – 3:59
6. Butterfly Wings – 3:42
7. Heaven Help My Heart [ur Chess] – 3:18
8. Ljusa kvällar om våren [ur Kristina från Duvemåla] (Benny Andersson/Tim Rice/Björn Ulvaeus) – 4:37
9. I Am Just a Girl – 3:14
10. Ut mot ett hav [ur Kristina från Duvemåla] (Benny Andersson/Stikkan Anderson/Björn Ulvaeus) – 5:15
11. After the Rain – 3:39
12. Money, Money, Money (Benny Andersson/Mona Nörklit) – 3:31

## Arrangemang
- Anders Eljas & Jojje Wadenius – spår 2, 5, 7, 8
- Jojje Wadenius – spår 3, 9, 10
- Anders Eljas – spår 6, 12
- Benny Andersson & Svante Henryson – spår 4
- Benny Andersson – spår 11
- Fläskkvartetten – spår 1

## Medverkande
- Anne Sofie von Otter – mezzosopran (spår 1–12)
- Jojje Wadenius – gitarr (spår 1–3, 5–10), elpiano (spår 5), sång (spår 8), keyboard (spår 10), trumprogrammering (spår 10)
- Fläskkvartetten – stråkar, slagverk (spår 1)
- Fredrik Jonsson – kontrabas (spår 2, 3, 5–9, 12), elbas (spår 10)
- Magnus Persson – trummor (spår 2, 3, 5, 8–10, 12), slagverk (spår 2, 6, 7, 9, 10)
- Jörgen Stenberg – vibrafon (spår 2, 3, 5, 7, 10), slagverk (spår 8), marimba (spår 10)
- Mikael Augustsson – dragspel (spår 2, 12)
- David Björkman – violin (spår 2, 5, 7, 12)
- Roland Kress – violin (spår 2, 5, 7, 12)
- Jakob Ruthberg – viola (spår 2, 5, 7, 12)
- Anna Wallgren – cello (spår 2, 5–7, 12)
- Magnus Lindgren – flöjt (spår 2), basklarinett (spår 7), sopransax (spår 10)
- Lasse Englund – Dobro gitarr (spår 3, 9)
- Kalle Moraeus – violin (spår 3), banjo (spår 9)
- Benny Andersson – piano (spår 4, 11)
- Svante Henryson – kontrabas (spår 4)
- Anders Eljas – piano (spår 6–8, 12)
- Karl Jakobsson – tuba (spår 9)
- Pär Grebacken – klarinett (spår 9, 12)

## Listplaceringar
| Lista (2006)  | Topplacering |
| ------------- | ------------ |
| Sverige       | 13           |
| Nederländerna | 63           |